# Lee Jung-eun
Lee Jung-eun (hangul: 이정은; hanja: 李姃垠; rr: I Jeong-eun; MR: I Chŏngŭn; nascida em 23 de janeiro de 1970) é uma atriz sul-coreana. Ela estreou como atriz em 1991 no palco e desempenhando papéis menores em filmes subsequentes. Ela passou a aparecer em filmes aclamados pela crítica como The Attorney (2013), A Violent Prosecutor (2015) e longas favoritos de festivais como A Girl at My Door (2014) e The Wailing (2016). Lee conseguiu papéis de maior destaque em A Taxi Driver (2017), Miss Baek (2017) e Another Child (2018). Conhecida por seu trabalho com o cineasta Bong Joon-ho, primeiro com o filme Mother de 2009, depois como a voz do porco Okja no filme Okja, e sendo reconhecida internacionalmente por seu papel como a governanta Moon-gwang no filme Parasite, que obteve quatro Oscars e se tornou o primeiro filme em língua não inglesa a ganhar o prêmio de Melhor Filme.

## Início da vida
Lee Jung-eun nasceu em 23 de janeiro de 1970, em Seul, e cresceu em um bairro próximo à Universidade Hanyang. Ela frequentou o Colégio Feminino Hanyang, onde as expectativas na época para as alunas eram estudar literatura coreana e se casar. No entanto, Lee desafiou o sistema e trilhou a carreira de atuação. Sua decisão foi influenciada pelos protestos estudantis que testemunhou durante o ensino médio e pela trágica morte do ativista Lee Han-yeol em 1987. Lee e sua amiga usaram fitas pretas para lamentar a morte de Lee Han-yeol, levando à expulsão de sua amiga e à uma carta sobre o comportamento de Lee. Estes eventos levaram Lee a reconsiderar o que caminho que iria seguir. Ela se lembrou de seu amor pela atuação e pelo entretenimento, o que a levou a mudar seu foco acadêmico para teatro e cinema apenas dois meses antes do vestibular, com o objetivo de estudar direção. Ela foi aceita no Departamento de Teatro e Cinema da Universidade Hanyang, entrando na turma de 1988.

## Carreira

### Início de carreira
Após se formar em 1992, Lee começou sua carreira como assistente de direção de peças de teatro, tendo a peça Sonho de uma Noite de Verão de 1991 como sua estreia. Ela permaneceu ativa no palco durante os anos de 1990 e 2000. Em 2000, ela estreou no cinema com um papel menor no filme A Masterpiece In My Life, seguido por outro pequeno papel no filme Wanee & Junah de 2001. No entanto, essas primeiras experiências cinematográficas que Lee teve a deixaram traumatizada pelo medo da câmera, decidindo voltar aos palcos.
No final de 1997, Lee apareceu no musical coreano Subway Line 1, ao lado de Sol Kyung-gu. Subway Line 1 foi seu primeiro musical. Lee Jung-eun atuou no papel de Gombo Halmae.
Na década de 2000, além de seu trabalho teatral, Lee também ganhava a vida como professora de atuação. Entre seus alunos estavam as atrizes Ye Ji-won e Lee Eun-ju. Por recomendação do professor Lee Hye-kyung, chefe do Departamento de Teatro e Cinema da Universidade Kookmin, Lee foi apresentada a atriz Lee Hyo-ri, onde tornou-se sua professora de atuação para seu papel em um drama da SBS.

### Sucesso como atriz de musical, retomada da carreira cinematográfica, estreia na televisão
O reconhecimento de Lee como atriz veio com o musical Laundry, de 2008, que é considerado um dos musicais mais criativos e representativos da Coreia do Sul. Nele, Lee desempenhou vários papéis, incluindo mestre, avó e uma funcionária, atuando no espetáculo até o ano de 2009. Sua performance no musical lhe rendeu o 1º Young Drama Award, além, de um prêmio em dinheiro, de 3 milhões de won. Este prêmio foi estabelecido pelo fórum de apoio "Alpha" às artes culturais, que é composto por cerca de 60 CEOs nacionais, incluindo o CEO da Samsung Electronics, Kwon Oh-hyun. A cerimônia de premiação foi realizada em 19 de setembro de 2008, no Shinhan Art Hall em Yeoksam-dong, Gangnam-gu, Seul.
Ela reprisou seu papel em Laundry entre os anos de 2012 a 2017. Além de seu trabalho em Laundry, Lee colaborou com o diretor Choo Min-joo na supervisão de performances de House with Fig Trees e Scars, bem como no musical Good Morning School.
Lee, que ganhou reputação no mundo dos musicais, decidiu se aventurar mais uma vez em obras cinematográficos. Ela voltou ao cinema em 2009 com o filme If You Were Me 4. A figurinista Choi Se-yeon, que também foi produtora do musical Laundry, recomendou-a para um teste, o que a levou a conseguir um papel menor no filme Mother de 2009, de Bong Joon-ho. Isso marcou sua primeira colaboração com o cineasta.
Posteriormente, sua carreira entrou na obscuridade e ela enfrentou diversos desafios. Antes dos 40 anos, ela precisava se sustentar com vários empregos de meio período, como instrutora de academia, trabalhando em supermercado e vendendo suco verde. Só aos 45 anos é que ela finalmente estreou na televisão.
Em 2013, Lee apareceu na televisão pela primeira vez em The Queen's Classroom e teve papéis menores em Blue Tower, Royal Villa e Shining Romance (2013–2014). Lee também aparece no filme The Attorney, que atraiu 10 milhões de pessoas aos cinemas. Ela apareceu como a antiga dona da casa do personagem principal Song Woo-seok (interpretado por Song Kang-ho) e exibiu sua atuação espirituosa. No ano seguinte, ela apareceu nos dramas de televisão Cunning Single Lady, Beauty Parlor Boss, High School King of Savvy, My Lovely Girl e Only Love.
Sua grande oportunidade veio em 2015. Depois de um papel secundário no drama escolar da KBS2, Who Are You: School 2015, ela conseguiu um papel coadjuvante na série dramática da tvN, Oh My Ghost (2015), onde interpretou a Xamã de Seobinggo-dong. Lee ganhou muito reconhecimento por seu papel na série. Em 2016, Lee estrelou em Weightlifting Fairy Kim Bok-joo como a mãe de Jung Jun-hyung (Nam Joo-hyuk). Nesse mesmo ano, ela ganhou o prêmio de Melhor Atuação no Festival de Teatro de Seul por seu papel na peça Feast, produção do Teatro de Repertório Hanyang.

### OkjaeMr. Sunshine
Em 2017, o diretor Bong Joon-ho, que já havia trabalhado com Lee no longa Mother (2009), ofereceu-lhe o papel da voz de um porco geneticamente modificado, e personagem-título, no filme de ação e aventura Okja. Lee aceitou o papel e se dedicou a pesquisá-lo visitando uma fazenda de porcos. Isso marcou sua segunda colaboração com o diretor Bong Joon-ho. Okja contou com um elenco internacional que incluía a atriz britânica Tilda Swinton e o ator americano Paul Dano. O filme teve sua estreia mundial no Festival de Cinema de Cannes 2017, em 18 de maio de 2017, onde, no final da exibição, foi aplaudido de pé pela plateia por quatro minutos. Posteriormente, foi divulgado na Netflix em 28 de junho de 2017, e em julho de 2022, foi lançado em Blu-ray e DVD pela The Criterion Collection.
No mesmo ano, no drama da KBS2 Fight for My Way, escrito pela roteirista Lim Sang-choon, Lee desempenhou o papel de Geumbok, a mãe amorosa e gentil de Baek Seol-hee (interpretada por Song Ha-yoon). Sua atuação como a mãe que preparava acompanhamentos deliciosos para os futuros sogros de sua filha tocou muitos espectadores.
Em 2018, Lee foi escalada para o drama histórico Mr. Sunshine, escrito pela aclamada roteirista Kim Eun-sook. Kim já havia ficado impressionada com a atuação de Lee no filme The Battleship Island e a reconheceu por seu papel em Oh My Ghost. Mais tarde, as duas se encontraram em um restaurante local, onde Kim expressou sua admiração pelo extenso trabalho de Lee. Lee foi posteriormente escalada para o papel coadjuvante de Ham-an-daek em Mr. Sunshine, a cuidadosa e atenciosa criada da personagem Ae-shin Ae-gi (interpretado por Kim Tae-ri). Originalmente concebido como um papel coadjuvante menor, o desempenho matizado de Lee ajudou a evoluir a personagem para uma figura materna mais proeminente, preenchendo a ausência dos pais da protagonista feminina. Sua interpretação dessa personagem foi elogiada por adicionar risadas e calor ao show.
Nesse mesmo ano, Lee também atuou em Familiar Wife, drama da tvN, na qual Lee deu uma atuação apaixonante como a mãe Seo Woo-jin (interpretada por Han Ji-min), personagem principal da série. Sua interpretação da mãe de Seo Woo-jin, que sofria de demência, foi amplamente aclamada por sua autenticidade. Lee recebeu o Prêmio de Excelência de Atriz em Drama do Korean Culture and Entertainment Awards 2018 por seus papéis em Mr. Sunshine e Familiar Wife.

### Reconhecimento internacional
Em 2019 foi uma ano de muito sucesso para a atriz. Lee estrelou vários projetos aclamados pela crítica. No drama da JTBC The Light in Your Eyes, Lee assumiu os papéis duplos da mãe da personagem principal, Hye-ja (interpretada novamente por Han Ji-min), e da nora de Hye-ja (interpretada por Kim Hye-ja). Sua atuação neste drama, que apresentou aspectos sombrios e calorosos, foi reconhecida com o prêmio de Melhor Atriz Coadjuvante no Baeksang Arts Awards de 2019.
Na série Strangers from Hell da OCN, Lee atua como a dona de uma pensão que se torna cada vez mais fria e arrepiante, aumentando a sensação de terror na série.
Lee se reuniu mais uma vez com Bong Joon-ho para trabalhar no filme de suspense e comédia negra Parasite de 2019. Ela interpretou a personagem coadjuvante Gook Moon-gwang, a governanta da família Park, que também trabalhou para o proprietário anterior da casa, um arquiteto. Sua performance foi reconhecida nos festivais do Busan Film Critics Association Award, o Buil Film Award, o Chunsa Film Award e o Blue Dragon Film Awards. Ela e seus colegas de elenco fizeram história ao ganhar o prêmio de Melhor Elenco no Screen Actors Guild Awards por um filme em língua não inglesa.

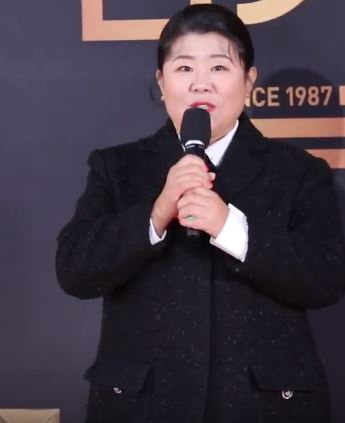
Lee no KBS Drama Awards de 2019

No final de 2019, Lee se reuniu com a roteirista Lim Sang-choon no drama da KBS2, When the Camellia Blooms. Neste drama, Lee atuou como a mãe do personagem principal, Dong-baek. Sua atuação foi amplamente aplaudida pelos telespectadores por suas nuances e poder. Ela ganhou o Prêmio de Excelência, Atriz em Drama de Média Duração no KBS Drama Awards 2019.
Em 2020, Lee é escalada como Kang Cho-yeon em Once Again, série dramática de fim de semana da KBS2, que foi ao ar de 28 de março a 13 de setembro de 2020, transmitida aos sábados e domingos. Ela interpreta Song Young-sook, dona da loja Sister's Kimbap e a irmã mais nova há muito tempo perdida de Young-dal. A atuação de Lee na série lhe rendeu o KBS Drama Award na categoria Atriz Coadjuvante em um Drama de Média Duração.
Ainda nesse mesmo ano, Lee Jung-eun estrelou o filme de estreia do diretor Park Ji-wan, The Day I Died: Unclosed Case, como Suncheondaek, junto com Kim Hye-soo. No ano seguinte, ela recebeu indicações de Melhor Atriz Coadjuvante no Baeksang Arts Awards, Blue Dragon Film Awards e Chunsa Film Art Awards por sua atuação no filme.
Em 2021, Lee apareceu no filme em preto e branco de Lee Joon-ik, The Book of Fish, no papel de Gageo da Ilha Heuksan, a concubina do estudioso Seohak Jeong Yak-jeon (1758-1816), interpretado por Sol Kyung-gu, que foi exilado na Ilha Heuksan. Baseado em uma história verdadeira, o filme apresenta materiais históricos meticulosamente pesquisados por Lee Joon-ik. O desempenho de Lee lhe rendeu uma indicação de Melhor Atriz Coadjuvante no 30º Buil Film Awards.
Em 2021, Lee colaborou com o diretor Kim Seok-yoon para o drama Law School, resultando na terceira colaboração com Kim. Ela interpretou Kim Eun-sook, ex-juíza e professora de direito civil.

### Primeiro papel como protagonista e projetos recentes

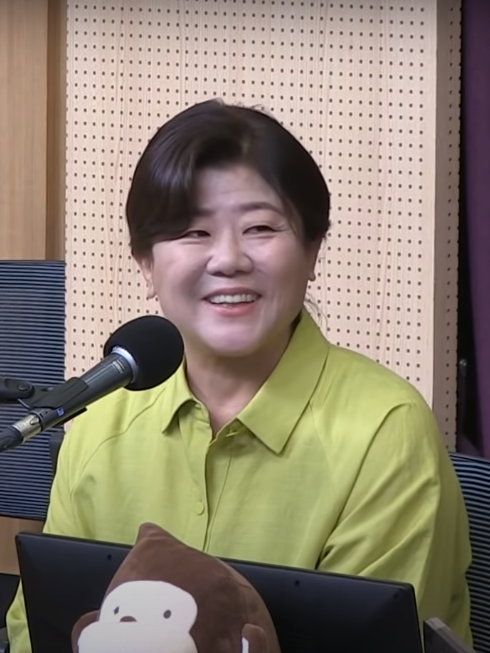
Lee em uma entrevista de rádio em 2022

Em 2022, ela estrelou a série original da Netflix Juvenile Justice como a juíza Na Geun-hee. Dirigida por Hong Jong-chan, a série se concentra em personagens de um tribunal distrital de menores que cuidam de casos envolvendo jovens infratores. A personagem de Lee entra em conflito com a juíza Shim Eun-seok (Kim Hye-soo) devido às suas diferentes abordagens e métodos de punição. Esta colaboração marca a segunda vez que as atrizes Lee e Kim trabalham juntas. Seu desempenho na série lhe rendeu indicações ao Prêmio de Excelência, Atriz em Drama OTT no APAN Star Awards de 2022 e de Melhor Atriz Coadjuvante no Asian Academy Creative Awards de 2022 e no Blue Dragon Series Awards de 2022.
Nesse mesmo ano, Lee assumiu seu primeiro papel como protagonista, em seus 30 anos de carreira, no filme Hommage, da diretora Shin Su-won. Ela interpretou uma cineasta de meia-idade passando por uma crise financeira e que viaja no tempo enquanto restaura o filme The Female Judge, criado por Hong Eun-won, a segunda diretora mulher da Coreia do Sul na década de 1960. O filme foi exibido no 23º Festival Internacional de Cinema de Jeonju em 28 de abril de 2022. Em 15 de dezembro de 2022, ela ganhou o prêmio de Melhor Atriz no 23º Women's Film Awards, realizado no Cinecube Gwanghwamun em Seul.
Depois de receber o Prêmio de Melhor do Júri no 20º Festival de Cinema da Coreia de Florença, Hommage foi oficialmente convidado para a seção Viewpoints do 21º Festival de Cinema de Tribeca. Lee também recebeu fama mundial, ao ganhar o prêmio de Melhor Ator no 7º Festival de Cinema do Leste Asiático de Londres. O júri decidiu prestigiar Lee com base em seu retrato dos sentimentos de desejo, frustração e coragem demonstrada por uma mulher de meia-idade cujos sonhos foram retratados em Hommage de maneira bastante delicada e realista. Lee também ganhou o prêmio de Melhor Performance no 15º Asia Pacific Screen Awards.
No final de 2022, Lee apareceu no longa Missing: The Other Side Season 2 no papel de Kang Eun-sil, uma capitã com 30 anos de experiência acumuladas, mas que passa a viver em uma misteriosa vila habitada por espíritos. Apesar de seu passado, ela é conhecida por suas risadas estrondosas e seu passado enigmático. A segunda temporada foi transferida da OCN para a tvN de 19 de dezembro de 2022 a 31 de janeiro de 2023, sendo transmitidos todas as segundas e terças-feiras, às 20h50 (KST).
Em 2023, Lee se juntou ao elenco da série original da Netflix, Daily Dose of Sunshine, como Song Hyo-shin: uma enfermeira-chefe do Departamento Psiquiátrico. Lee também apareceu na produção original da TVING, A Bloody Lucky Day, ao lado dos atores Lee Sung-min e Yoo Yeon-seok. A série é baseada em um webtoon homônimo do escritor Aporia, publicado originalmente no website Naver. A Bloody Lucky Day foi ao ar na tvN a partir de 20 de novembro de 2023, com episódios divulgados todas as segundas e terças-feiras.
Lee também atuou como protagonista na comédia romântica da JTBC, Miss Night and Day, ao lado de Jung Eun-ji. Sua história gira em torno de Lee Mi-jin, uma mulher que se prepara para um concurso público há oito anos. Em um certo dia, um estranho incidente faz com que ela tenha 50 anos. Apesar disso, ela consegue trabalhar como estagiária sênior com sua aparência mais velha e prossegue com seus estudos à noite. Ao longo de sua jornada, ela encontra o promotor Gye Ji-woong, interpretado por Choi Jin-hyuk.

## Filmografia

### Filmes
| Ano  | Título                                 | Papel                                          | Notas                 | Ref.          |
| ---- | -------------------------------------- | ---------------------------------------------- | --------------------- | ------------- |
| 2000 | A Masterpiece In My Life               | Esposa de Jin-won                              |                       | [ 56 ]        |
| 2001 | Wanee & Junah                          | Produtora                                      |                       | [ 56 ]        |
| 2009 | If You Were Me 4                       | Ahjumma                                        |                       |               |
| 2009 | Mother                                 | Parente de Ah-jeong                            |                       | [ 57 ]        |
| 2013 | Born to Sing                           | Tia de Dong-soo                                |                       |               |
| 2013 | The Attorney                           | Antiga dona de pensão                          |                       |               |
| 2013 | Bug                                    | Mãe                                            |                       |               |
| 2014 | A Girl at My Door                      | Vizinha                                        |                       |               |
| 2014 | Cart                                   | Balconista                                     |                       |               |
| 2014 | A Dynamite Family                      | Mulher da sociedade                            |                       |               |
| 2015 | Detective K: Secret of the Lost Island | Mulher de meia idade                           |                       |               |
| 2015 | Granny's Got Talent                    | Nora da avó xamã                               |                       |               |
| 2015 | The Exclusive: Beat the Devil's Tattoo | Dona de pousada                                |                       |               |
| 2015 | Summer Snow                            | Mulher de Hwasun                               |                       |               |
| 2016 | Mood of the Day                        | Tia do restaurante aro-íris                    |                       |               |
| 2016 | A Violent Prosecutor                   | Vendedora de meia idade                        |                       |               |
| 2016 | Like for Likes                         | Agente imobiliária de meia idade               |                       |               |
| 2016 | 4th Place                              | Proprietária de vagão coberto                  |                       |               |
| 2016 | Time Renegades                         | Professora do ensino médio                     |                       |               |
| 2016 | The Wailing                            | Esposa de Deok-gi                              |                       |               |
| 2016 | With or Without You                    | Funcionária de meio período de restaurante     |                       |               |
| 2016 | A Break Alone                          | Antigoainstitutora de ioga                     |                       |               |
| 2017 | New Trial                              | Oh Mi-ri                                       |                       |               |
| 2017 | The Sheriff in Town                    | Esposa de Yong-hwan                            |                       |               |
| 2017 | Okja                                   | Voz de Okja / Mulher cadeirante                | voz                   | [ 57 ]        |
| 2017 | The Battleship Island                  | Presidente da sociedade feminina               |                       | [ 58 ]        |
| 2017 | A Taxi Driver                          | Esposa de Hwang Tae-sool                       |                       | [ 59 ] [ 60 ] |
| 2017 | Yakiniku Dragon                        | Go Young-sun                                   |                       |               |
| 2018 | Adulthood                              | Juíza                                          |                       |               |
| 2018 | Miss Baek                              | Proprietária de loja de massagens              |                       | [ 61 ]        |
| 2018 | Hello                                  |                                                | Curta-metragem        |               |
| 2019 | Mal-Mo-E: The Secret Mission           | Professora de Jeju                             | Cameo                 |               |
| 2019 | Another Child                          | Mulher de meia idade do quebra-mar             |                       |               |
| 2019 | Parasite                               | Gook Moon-gwang                                |                       | [ 57 ]        |
| 2019 | Let Us Meet Now                        | Jung-eun                                       |                       |               |
| 2020 | Mr. Zoo: The Missing VIP               | Gorila                                         | voz                   | [ 62 ]        |
| 2020 | The Day I Died: Unclosed Case          | Suncheondaek                                   |                       | [ 63 ]        |
| 2021 | The Book of Fish                       | Gageo Daek                                     |                       | [ 64 ]        |
| 2021 | Bechdel Day 2021                       | fotógrafa                                      |                       | [ 65 ]        |
| 2022 | House of Blessing                      | Funcionária de agência de seguros              |                       | [ 66 ]        |
| 2022 | Take Care of Mom                       | funcionária sênior de uma companhia de seguros | Participação especial | [ 67 ]        |
| 2022 | Good Morning                           | Enfermeira                                     | Participação especial |               |
| 2022 | Hommage                                | Kim Ji-wan                                     | Filme independente    | [ 68 ] [ 69 ] |
| 2022 | Woman in the White Car                 | Hyeon-joo                                      | Estreou no 26º BIFAN. | [ 70 ]        |
| 2023 | Dr. Cheon and Lost Talisman            | Madame                                         | Participação especial | [ 71 ]        |

### Séries de televisão
| Ano       | Título                                              | Papel                             | Notas                    | Ref.          |
| --------- | --------------------------------------------------- | --------------------------------- | ------------------------ | ------------- |
| 2013      | The Queen's Classroom                               | Mãe de Seon-yeong                 |                          |               |
| 2013      | Blue Tower                                          | Dona da fazenda de avestruzes/avó |                          |               |
| 2013      | Blue Tower ZERO                                     | Mãe de Jong-hoon                  |                          |               |
| 2013      | Royal Villa                                         | Lee Jung-eun                      |                          |               |
| 2013–2014 | Shining Romance                                     |                                   |                          |               |
| 2014      | Cunning Single Lady                                 | Chefe de salão de beleza          | Cameo                    |               |
| 2014      | High School King of Savvy                           | Mãe de Soo-yeong                  |                          |               |
| 2014      | My Lovely Girl                                      | Esposa do Sr. Jung                | Cameo (episódio 3)       |               |
| 2014      | Only Love                                           | Park Soon-ja                      |                          |               |
| 2015      | Who Are You: School 2015                            | Mãe de Yeong-eun                  | Cameo (episódios 2–3)    |               |
| 2015      | Oh My Ghost                                         | Xamã em Seobinggo-dong            |                          |               |
| 2015      | My Fantastic Funeral                                | Tia de Mi-soo                     |                          |               |
| 2015      | Songgot: The Piercer                                | Kim Jeong-mi                      |                          |               |
| 2015–2016 | Remember                                            | Yeon Bo-mi                        |                          |               |
| 2016      | Pied Piper                                          | Oh Ha-na                          |                          |               |
| 2016      | Bring It On, Ghost                                  | Presidente do apartamento         |                          |               |
| 2016      | Don't Dare to Dream                                 | Doutora                           | Cameo                    |               |
| 2016      | The Gentlemen of Wolgyesu Tailor Shop               | Geum Chon-daek                    |                          |               |
| 2016      | Drama Special – Noodle House Girl                   | Ok-sim                            | drama de um episódio     |               |
| 2016–2017 | Weightlifting Fairy Kim Bok-joo                     | Mãe de Joon-hyeong                |                          |               |
| 2017      | Tomorrow, with You                                  | Cha Boo-sim                       |                          |               |
| 2017      | Ice Bing-gu                                         | Lee Jeong-eun                     |                          |               |
| 2017      | Bad Thief, Good Thief                               | Kwon Jeong-hee                    |                          |               |
| 2017      | Fight for My Way                                    | Geum-bok                          |                          |               |
| 2017      | Someone Who Might Know                              | Kim Jin-yeong                     | Cameo                    |               |
| 2017      | While You Were Sleeping                             | Mãe de Jae-chan                   |                          |               |
| 2017      | Drama Special – Buzz Cut's Date                     | Yeong-hee                         | drama de um episódio     |               |
| 2017      | Drama Stage – Assistant Manager Park's Private Life |                                   | drama de um episódio     |               |
| 2018      | Nice Witch                                          | Chefe                             | Cameo                    |               |
| 2018      | Ms. Hammurabi                                       | Casal gerente                     | Cameo                    |               |
| 2018      | Mr. Sunshine                                        | Criada leal de Go Ae-shin         |                          | [ 72 ]        |
| 2018      | Familiar Wife                                       | Mãe de Woo-jin                    |                          | [ 73 ]        |
| 2018      | My Strange Hero                                     | Mãe de um cliente Your Request    | Cameo (episódio 4)       | [ 74 ]        |
| 2019      | The Light in Your Eyes                              | Moon Jung-eun                     |                          | [ 75 ]        |
| 2019      | Welcome to Waikiki 2                                | Dona do Kimbap Heavenly           | Cameo (episódio 3)       | [ 76 ]        |
| 2019      | When the Devil Calls Your Name                      |                                   | Cameo                    |               |
| 2019      | Hell Is Other People                                | Eom Bok-soon                      |                          | [ 77 ]        |
| 2019      | When the Camellia Blooms                            | Jo Jung-sook                      |                          |               |
| 2020      | Hi Bye, Mama!                                       | Xamã em Seobinggo-dong            | Cameo (episódios 4 & 10) | [ 78 ]        |
| 2020      | A Piece of Your Mind                                | Kim Min-jung                      |                          |               |
| 2020      | Once Again                                          | Kang Cho-yeon                     |                          |               |
| 2021      | Law School                                          | Kim Eun-sook                      |                          |               |
| 2021      | Monthly Magazine Home                               | Lee Soo-jung                      | Cameo                    | [ 79 ]        |
| 2021      | Hometown Cha-Cha-Cha                                | Kim Yeon-ok                       | Cameo                    | [ 80 ]        |
| 2022      | Our Blues                                           | Jeong Eun-hee                     |                          | [ 81 ]        |
| 2022      | Missing: The Other Side                             | Kang Eun-sil                      | 2ª Temporada             | [ 82 ]        |
| 2024      | Miss Night and Day                                  | Lim-soon / Lee Mi-jin mais velha  | Protagonista             | [ 83 ] [ 84 ] |

### Webséries
| Ano  | Título                 | Papel          | Notas                            | Ref.          |
| ---- | ---------------------- | -------------- | -------------------------------- | ------------- |
| 2016 | The Cravings 2         | Mãe            |                                  |               |
| 2020 | My Holo Love           | Mãe de So-yeon | Cameo                            |               |
| 2022 | Juvenile Justice       | Na Geun-hee    |                                  | [ 85 ] [ 86 ] |
| 2022 | Soundtrack #1          | Eun Su-mo      |                                  | [ 87 ]        |
| 2022 | Yonder                 | Se-rin         |                                  | [ 88 ]        |
| 2022 | Little America         | Sook-ja        | 2ª Temporada – (Ep. 1: Mr. Song) | [ 89 ]        |
| 2023 | A Bloody Lucky Day     | Hwang Soon-gyu |                                  | [ 90 ] [ 91 ] |
| 2023 | Daily Dose of Sunshine | Song Hyo-shin  |                                  | [ 92 ]        |
| 2024 | The Frog               | Yoon Bo-min    |                                  | [ 93 ]        |
| 2024 | Light Shop             |                |                                  | [ 94 ]        |

## Teatro

### Musicais
| Ano       | Título                     | Papel                    | Ref.            |
| --------- | -------------------------- | ------------------------ | --------------- |
| 1997–2001 | Subway Line 1              | Avó Gom-bo               | [ 96 ]          |
| 2008      | Laundry                    | Dona da lavanderia (avó) | [ 97 ]          |
| 2009      | Laundry                    | Dona da lavanderia (avó) | [ 98 ]          |
| 2009      | Laundry                    | Dona da lavanderia (avó) |                 |
| 2009      | Laundry                    | Dona da lavanderia (avó) | [ 99 ]          |
| 2011      | Good morning school ver.7  | Bong Gyeong-ja           | [ 100 ]         |
| 2012      | Laundry                    | Dona da lavanderia (avó) | [ 101 ]         |
| 2012      | Laundry                    | Dona da lavanderia (avó) | [ 102 ]         |
| 2012–2013 | Assassin                   | Sarah Jane Moore         | [ 103 ]         |
| 2013      | Laundry                    | Dona da lavanderia (avó) | [ 104 ]         |
| 2015      | Laundry - 10th Anniversary | Dona da lavanderia (avó) | [ 105 ]         |
| 2016–2017 | Laundry                    | Dona da lavanderia (avó) |                 |
| 2017      | An Eden hair salon in Eden | Mãe                      | [ 106 ] [ 107 ] |

### Peças
| Ano       | Título                                                          | Papel          | Ref.    |
| --------- | --------------------------------------------------------------- | -------------- | ------- |
| 1991      | Sonho de uma Noite de Verão                                     |                | [ 108 ] |
| 1995–1996 | Chunpoong's Wife                                                |                | [ 109 ] |
| 1995–1996 | Simbasame                                                       |                | [ 110 ] |
| 1998–1999 | Magic Time                                                      |                | [ 111 ] |
| 1999      | Liar                                                            |                | [ 112 ] |
| 1999      | Liar                                                            | [ 113 ]        |         |
| 2010      | Elimosineary                                                    | Dorothy        | [ 114 ] |
| 2010      | Uncle Soonwoo                                                   | Jeong-mun      | [ 115 ] |
| 2010      | Elimosineary                                                    | Dorothy        |         |
| 2011      | The People of Jangseokjo                                        | Heung Nam-daek |         |
| 2011      | 2011 World National Theater Festival - The People of Jangseokjo | Heung Nam-daek | [ 116 ] |
| 2011      | Mahoroba Corporation                                            | Midori         | [ 117 ] |
| 2012      | If I am with you                                                | Mãe            | [ 118 ] |
| 2012–2013 | If I am with you                                                | Mãe            |         |
| 2015      | Sad Fate                                                        | Kim Soon-im    | [ 119 ] |
| 2016      | A Feast                                                         | Byeonggilne    | [ 120 ] |

## Prêmios e indicações
| Cerimônia de premiação                  | Ano  | Categoria                                                  | Indicado(s) / Trabalho(s)     | Result    | Ref.            |
| --------------------------------------- | ---- | ---------------------------------------------------------- | ----------------------------- | --------- | --------------- |
| APAN Star Awards                        | 2021 | Melhor Atriz Coadjuvante                                   | Once Again                    | Indicado  | [ 121 ]         |
| APAN Star Awards                        | 2022 | Prêmio de Excelência, Atriz em Drama OTT                   | Juvenile Justice              | Indicado  | [ 122 ]         |
| Asia Artist Awards                      | 2019 | Focus Award                                                | Lee Jung-eun                  | Venceu    |                 |
| Asia Artist Awards                      | 2019 | Choice Award                                               | Lee Jung-eun                  | Venceu    |                 |
| Asia Artist Awards                      | 2019 | AAA Scene Stealer                                          | Lee Jung-eun                  | Venceu    |                 |
| Asian Academy Creative Awards           | 2022 | Melhor Atriz em um Papel Coadjuvante                       | Juvenile Justice              | Indicado  | [ 123 ]         |
| Asian Film Awards                       | 2020 | Melhor Atriz Coadjuvante                                   | Parasite                      | Indicado  |                 |
| Asian Film Critics Association Awards   | 2020 | Melhor Atriz Coadjuvante                                   | Parasite                      | Indicado  |                 |
| Asia Pacific Screen Awards              | 2022 | Melhor Performance                                         | Hommage                       | Venceu    | [ 124 ]         |
| Baeksang Arts Awards                    | 2019 | Melhor Atriz Coadjuvante – Televisão                       | The Light in Your Eyes        | Venceu    | [ 125 ]         |
| Baeksang Arts Awards                    | 2020 | Melhor Atriz Coadjuvante – Filme                           | Parasite                      | Indicado  | [ 126 ]         |
| Baeksang Arts Awards                    | 2021 | Melhor Atriz Coadjuvante – Filme                           | The Day I Died: Unclosed Case | Indicado  | [ 127 ]         |
| Baeksang Arts Awards                    | 2024 | Melhor Atriz Coadjuvante – Televisão                       | A Bloody Lucky Day            | Indicado  | [ 128 ] [ 129 ] |
| Baeksang Arts Awards                    | 2024 | Atriz Mais Popular                                         | Lee Jung-eun                  | Indicado  | [ 128 ] [ 129 ] |
| Blue Dragon Film Awards                 | 2019 | Melhor Atriz Coadjuvante                                   | Parasite                      | Venceu    | [ 130 ]         |
| Blue Dragon Film Awards                 | 2021 | Melhor Atriz Coadjuvante                                   | The Day I Died: Unclosed Case | Indicado  | [ 131 ]         |
| Blue Dragon Series Awards               | 2022 | Melhor Atriz Coadjuvante                                   | Juvenile Justice              | Indicado  | [ 132 ]         |
| Buil Film Awards                        | 2019 | Melhor Atriz Coadjuvante                                   | Parasite                      | Venceu    |                 |
| Buil Film Awards                        | 2021 | Melhor Atriz Coadjuvante                                   | The Book of Fish              | Indicado  | [ 133 ]         |
| Buil Film Awards                        | 2022 | Melhor Atriz                                               | Hommage                       | Indicado  | [ 134 ]         |
| Busan Film Critics Awards               | 2019 | Melhor Atriz                                               | Parasite                      | Venceu    |                 |
| Chunsa Film Art Awards                  | 2019 | Melhor Atriz Coadjuvante                                   | Parasite                      | Venceu    | [ 135 ] [ 136 ] |
| Chunsa Film Art Awards                  | 2021 | Melhor Atriz Coadjuvante                                   | The Day I Died: Unclosed Case | Indicado  | [ 137 ]         |
| Chunsa Film Art Awards                  | 2022 | Melhor Atriz                                               | Hommage                       | Indicado  | [ 138 ]         |
| Cine 21 Awards                          | 2019 | Melhor Atriz                                               | Parasite                      | Venceu    |                 |
| Critics' Choice Awards                  | 2020 | Melhor Elenco                                              | Parasite                      | Indicado  | [ 139 ]         |
| Director's Cut Awards                   | 2019 | Melhor Atriz                                               | Parasite                      | Indicado  |                 |
| Grand Bell Awards                       | 2020 | Melhor Atriz Coadjuvante                                   | Parasite                      | Venceu    | [ 140 ]         |
| Grand Bell Awards                       | 2022 | Melhor Atriz                                               | Hommage                       | Indicado  | [ 141 ]         |
| IndieWire Critics Poll                  | 2019 | Melhor Atriz Coadjuvante                                   | Parasite                      | 22º lugar | [ 142 ]         |
| KBS Drama Awards                        | 2019 | Excellence Award, Actress in a Mid-length Drama            | When the Camellia Blooms      | Venceu    | [ 143 ]         |
| KBS Drama Awards                        | 2020 | Prêmio de Excelência, Atriz em um Drama Serial             | Once Again                    | Venceu    | [ 144 ]         |
| KBS Drama Awards                        | 2020 | Prêmio de Melhor Casal (com Chun Ho-jin)                   | Once Again                    | Venceu    | [ 144 ]         |
| Korean Culture and Entertainment Awards | 2018 | Prêmio de Excelência, Atriz em um Drama                    | Mr. Sunshine, Familiar Wife   | Venceu    | [ 145 ]         |
| Korea First Brand Awards                | 2019 | Scene Stealer Award, Actress                               | Lee Jung-eun                  | Venceu    |                 |
| London Asian Film Festival              | 2022 | Melhor Atriz                                               | Hommage                       | Venceu    | [ 146 ]         |
| MBC Drama Awards                        | 2017 | Prêmio de Atuação Dourada, Atriz em Drama de Fim de Semana | Bad Thief, Good Thief         | Indicado  | [ 147 ]         |
| Screen Actors Guild Awards              | 2020 | Melhor Elenco em Cinema                                    | Parasite                      | Venceu    | [ 148 ]         |
| Seoul Theater Festival                  | 2016 | Prêmio de Atuação                                          | Lee Jung-eun                  | Venceu    | [ 149 ]         |
| Scene Stealer Festival                  | 2021 | Bonsang "Prêmio Principal"                                 | Once Again                    | Venceu    |                 |
| Women in Film Korea Festival            | 2022 | Melhor Atriz                                               | Hommage                       | Venceu    | [ 150 ]         |
| Young Drama Awards                      | 2008 | Melhor Atriz                                               | Laundry                       | Venceu    | [ 151 ]         |

### Honras de estado
| País          | Ano  | Honra                        | Ref.    |
| ------------- | ---- | ---------------------------- | ------- |
| Coreia do Sul | 2021 | Comenda do Primeiro-ministro | [ 155 ] |